# Тмол
Тмол (грец. Tmolos) — володар Лідії (за Страбоном), чоловік Омфали, батько Тантала. Деякі дослідники припускають, що його звали Манес, а ім'я Тмол він отримав у греків, оскільки його резиденція була поблизу гори Тмол.
В Овідія він — бог однойменної гори. Тмол був суддею в музичних змаганнях між Паном і Аполлоном.